# Synagoge (Wartenburg)
Koordinaten: 53° 49′ 34″ N, 20° 41′ 28″ O

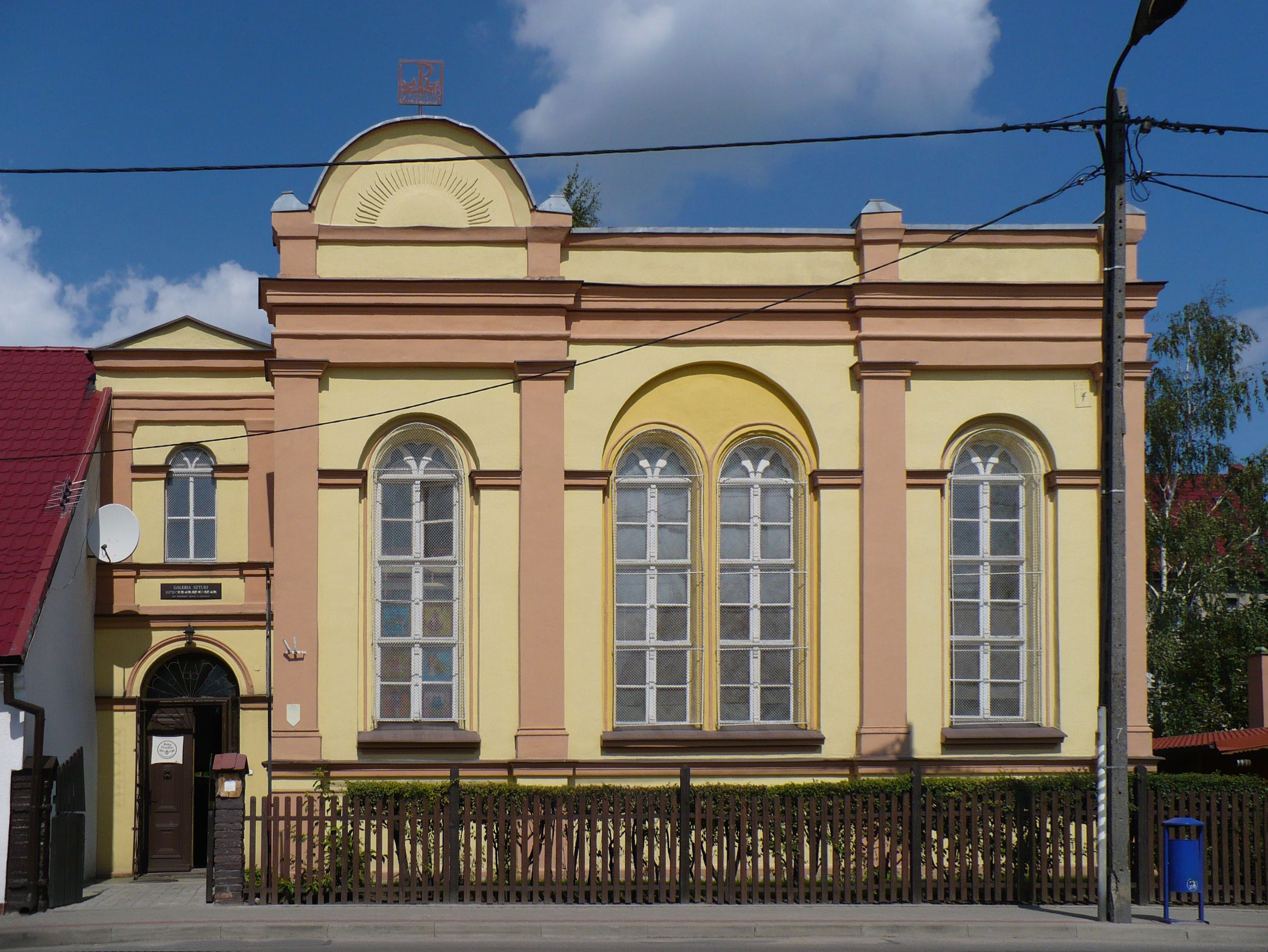
Synagoge in Wartenburg

Die Synagoge in Wartenburg (polnisch Barczewo), einer Stadt in der polnischen Woiwodschaft Ermland-Masuren, wurde 1847 errichtet. Die profanierte Synagoge in der Passenheimer Straße ist ein geschütztes Baudenkmal.
Während der Novemberpogrome 1938 blieb die Synagoge erhalten. Von 1940 bis 1945 wurden im Synagogengebäude Häftlinge des Zuchthauses Wartenburg untergebracht. Der polnischen Verwaltung diente es nach 1945 als Wohnhaus für Bedienstete der Strafanstalt. Nach der umfassenden Renovierung beherbergt heute die ehemalige Synagoge eine Kunstgalerie.